# Episodi di Lois & Clark - Le nuove avventure di Superman (quarta stagione)
La quarta e ultima stagione della serie televisiva Lois & Clark - Le nuove avventure di Superman è composta da 22 episodi ed è stata trasmessa negli Stati Uniti d'America dal 22 settembre 1996 al 14 giugno 1997.
| nº | Titolo originale                          | Titolo italiano                    | Prima TV USA      | Prima TV Italia |
| -- | ----------------------------------------- | ---------------------------------- | ----------------- | --------------- |
| 1  | Lord of the Flys                          | Ritorno sulla terra                | 22 settembre 1996 | 1998            |
| 2  | Battleground Earth                        | Sfida decisiva                     | 29 settembre 1996 | 1998            |
| 3  | Swear to God, This Time We're Not Kidding | Stavolta facciamo sul serio        | 6 ottobre 1996    | 1998            |
| 4  | Soul Mates                                | Anime gemelle                      | 13 ottobre 1996   | 1998            |
| 5  | Brutal Youth                              | Gioventù brutale                   | 20 ottobre 1996   | 1998            |
| 6  | The People vs. Lois Lane                  | Reato virtuale                     | 30 ottobre 1996   | 1998            |
| 7  | Dead Lois Walking                         | Condanna a morte                   | 11 novembre 1996  | 1998            |
| 8  | Bob and Carol and Lois and Clark          | Bob e Carol                        | 17 novembre 1996  | 1998            |
| 9  | Ghosts                                    | Spirito libero                     | 24 novembre 1996  | 1998            |
| 10 | Stop the Presses                          | Energia solare                     | 8 dicembre 1996   | 1998            |
| 11 | Twas the Night Before Mxymas              | Vigilia di Natale                  | 15 dicembre 1996  | 1998            |
| 12 | Lethal Weapon                             | Un colpo da un miliardo di dollari | 5 gennaio 1997    | 1998            |
| 13 | Sex, Lies and Videotape                   | Una falsa verità                   | 19 gennaio 1997   | 1998            |
| 14 | Meet John Doe                             | Persuasione occulta                | 2 marzo 1997      | 1998            |
| 15 | Lois and Clarks                           | Doppio vantaggio                   | 9 marzo 1997      | 1998            |
| 16 | AKA Superman                              | Un Superman di nome Jimmy          | 16 marzo 1997     | 1998            |
| 17 | Faster Than a Speeding Vixen              | La donna che Vixen due volte       | 12 aprile 1997    | 1998            |
| 18 | Shadow of a Doubt                         | L'ombra del dubbio                 | 19 aprile 1997    | 1998            |
| 19 | Voice from the Past                       | Una voce dal passato               | 26 aprile 1997    | 1998            |
| 20 | I've Got You Under My Skin                | Un corpo in prestito               | 31 maggio 1997    | 1998            |
| 21 | Toy Story                                 | Il paese dei balocchi              | 7 giugno 1997     | 1998            |
| 22 | The Family Hour                           | Quattro nonni e una culla          | 14 giugno 1997    | 1998            |

## Ritorno sulla terra
- Titolo originale: Lord of the Flys
- Diretto da: Philip Sgriccia
- Scritto da: Eugenie Ross-Leming, Brad Buckner

### Trama
Superman ha lasciato la Terra per salvare gli abitanti del pianeta New Krypton, ma il perfido Lord Nor lo ha preceduto scendendo sulla Terra e invadendo Smallville. La situazione è grave e Superman deve escogitare un piano.

## Sfida decisiva
- Titolo originale: Battleground Earth
- Diretto da: Philip Sgriccia
- Scritto da: Brad Buckner, Eugenie Ross-Leming

### Trama
Lord Nor ha catturato i genitori di Clark e ha imposto sulla Terra la sua tirannia. Superman, impotente, non sa come salvare il suo mondo adottivo.

## Stavolta facciamo sul serio
- Titolo originale: Swear to God, This Time We're Not Kidding
- Diretto da: Michael Lange
- Scritto da: John McNamara

### Trama
Nonostante tutte le disavventure i due reporter riescono finalmente a sposarsi. Per Clark e Lois questo è un giorno davvero importante!

## Anime gemelle
- Titolo originale: Soul Mates
- Diretto da: Richard Friedman
- Scritto da: Brad Kern

### Trama
Per evitare una tragedia Lois e Clark devono viaggiare indietro nel tempo. La loro missione sarà quella di prevenire una maledizione che si era abbattuta sulle loro anime nel passato.

## Gioventù brutale
- Titolo originale: Brutal Youth
- Diretto da: David Grossman
- Scritto da: Tim Minear

### Trama
I due neo sposi si trovano di fronte a un caso molto complicato: i reporter devono infatti indagare sulla morte di un amico di Jimmy Olsen la cui causa sembrerebbe dovuta ad invecchiamento precoce.

## Reato virtuale
- Titolo originale: The People vs. Lois Lane
- Diretto da: Robert Ginty
- Scritto da: Grant Rosenberg

### Trama
Lois deve difendersi davanti a un'aula di tribunale perché accusata di aver sparato a un suo informatore. Tutti, persino gli amici, sembrano schierarsi contro di lei. Chissà se Superman riuscirà ad aiutarla!

## Condanna a morte
- Titolo originale: Dead Lois Walking
- Diretto da: Chris Long
- Scritto da: Brad Buckner, Eugenie Ross-Leming

### Trama
Lois, dopo essere stata dichiarata colpevole, tenta la fuga e grazie all'aiuto di Clark scappa da Metropolis. L'unica soluzione per salvarsi è far fallire i piani del professore Cole che ha in mente di distruggere l'intera città.

## Bob e Carol
- Titolo originale: Bob and Carol and Lois and Clark
- Diretto da: Oz Scott
- Scritto da: Brian Nelson

### Trama
Lois e Clark fanno amicizia con i nuovi vicini di casa senza però conoscere i loro lati oscuri. Lui, Bob, è infatti un assassino dotato di superpoteri meglio conosciuto con il nome di "Colpo mortale".

## Spirito libero
- Titolo originale: Ghosts
- Diretto da: Robert Ginty
- Scritto da: Michael Gleason

### Trama
Molti inquilini del quartiere di Lois e Clark vengono spaventati da fantasmi che si aggirano nei loro appartamenti. Questi episodi sono voluti da un agente immobiliare che, per far liberare determinati appartamenti, simula apparizioni di spiriti e fantasmi. Le cose però si mettono male quando erroneamente l'agente truffatore invoca lo spirito di una casalinga assassinata.

## Energia solare
- Titolo originale: Stop the Presses
- Diretto da: Peter Ellis
- Scritto da: Brad Kern

### Trama
Lois Lane viene promossa come direttore del Daily Planet. Tutto sembra procedere per il meglio finché lei decide di non pubblicare un articolo di Clark. Questo sarà infatti il motivo della loro prima grande lite!

## Vigilia di Natale
- Titolo originale: Twas the Night Before Mxymas
- Diretto da: Mike Vejar
- Scritto da: Tim Minear

## Trama
In occasione della Vigilia di Natale e della visita a Metropolis di Jonathan e Martha Kent al figlio Clark, fa il suo arrivo Mr. Mxyzptlk, uno strano e temibile folletto della Quinta dimensione che costringe la gente del Daily Planet a rivivere all'infinito lo stesso periodo di poche ore, alterando ogni volta i fatti creando un'atmosfera sempre più triste e drammatica.

## Un colpo da un miliardo di dollari
- Titolo originale: Lethal Weapon
- Diretto da: Jim Charleston
- Scritto da: Grant Rosenberg

### Trama
Il figlio di Perry White dopo tutto il tempo che ha trascorso in prigione è tornato in città per riallacciare i rapporti col padre. L'arrivo di Jerry White coincide con la perdita di alcuni poteri per Superman e nasce il sospetto che forse Jerry ne è responsabile.

## Una falsa verità
- Titolo originale: Sex, Lies and Videotape
- Diretto da: Philip Sgriccia
- Scritto da: Andrew Dettmann, Daniel Truly

### Trama
Un paparazzo immortala Lois e Superman in un momento di intimità. Per evitare che le foto vengano diffuse Lois dovrà fermare il fotografo e convincerlo a non pubblicarle.

## Persuasione occulta
- Titolo originale: Meet John Doe
- Diretto da: Jim Pohl
- Scritto da: Tim Minear

### Trama
Il perfido Tempus riesce a inserire messaggi subliminali nella mente delle persone grazie a una nuova tecnologia. Questi poteri lo portano persino a vincere le elezioni presidenziali. Le cose si mettono male quando Tempus coinvolge Superman.

## Doppio vantaggio
- Titolo originale: Lois and Clarks
- Diretto da: Chris Long
- Scritto da: Eugenie Ross-Leming, Brad Buckner

### Trama
Lois si trova in pericolo quando scopre che Superman è intrappolato da Tempus. Fortunatamente ad aiutarla arriva H.G.Wells accompagnato da un altro Superman che Lois stessa aveva contribuito a creare in un'altra dimensione.

## Un Superman di nome Jimmy
- Titolo originale: AKA Superman
- Diretto da: Robert Ginty
- Scritto da: Jeff Vlaming

### Trama
Penny Barnes è un'affascinante ragazza convinta che dietro Superman si celi Jimmy Olsen. Jimmy è talmente attratto dalla bellezza di Penny che le svela la verità sull'Uomo d'Acciaio causando in questo modo pericolose situazioni.
- Guest star: Dwight Schultz (Garret Grady)
- Altri interpreti: Kristanna Loken (Penny Barnes), Granville Ames	(capitano Steve McBride), Michael Paul Chan (Chester Paladin), Vito D'Ambrosio (Peters).

## La donna che Vixen due volte
- Titolo originale: Faster Than a Speeding Vixen
- Diretto da: Neal Ahern
- Scritto da: Brad Kern

### Trama
Superman è in conflitto con Vixen, un vigilante dotato di superpoteri disposto a tutto per riportare ai vecchi splendori l'impero di Lex Luthor.
- Guest star: Keith Brunsmann (Mr Smith), Patrick Cassidy (Leslie Luckabee)

## L'ombra del dubbio
- Titolo originale: Shadow of a Doubt
- Diretto da: Philip Sgriccia
- Scritto da: Grant Rosenberg

### Trama
Leslie Luckabee, il figlio di Lex Luthor, diventa il nuovo proprietario del Daily Planet. Per far saltare il matrimonio di Lois e Clark fa una corte sfrenata alla bella Lois.
Guest star: Keith Brunsmann (Mr. Smith), Patrick Cassidy (Leslie Luckabee)

## Una voce dal passato
- Titolo originale: Voice from the Past
- Diretto da: David Grossman
- Scritto da: John McNamara

### Trama
Superman chiede al Dr. Klein se Superman potrà avere figli. Nel frattempo però Lois si trova in pericolo perché viene rapita da Leslie Luckabee.
Guest star: Keith Brunsmann (Mr Smith/Lex Luthor Junior), Patrick Cassidy (Leslie Luckabee)

## Un corpo in prestito
- Titolo originale: I've Got You Under My Skin
- Diretto da: Eugenie Ross-Leming
- Scritto da: Tim Minear

### Trama
Woody Samms è disperato perché sommerso dai debiti. Per fuggire da questa situazione Woody trova il modo di sostituire il proprio corpo con quello di Clark. Il povero Clark si trova così a vestire improvvisamente i panni di Woody.

## Il paese dei balocchi
- Titolo originale: Toy Story
- Diretto da: Jim Pohl
- Scritto da: Brad Kern

### Trama
Un costruttore di giocattoli rapisce alcuni bambini da un orfanotrofio pensando di renderli felici. Le cose però peggiorano quando l'uomo rapisce anche i figli di alcuni suoi impiegati.

## Quattro nonni e una culla
- Titolo originale: The Family Hour
- Diretto da: Robert Ginty
- Scritto da: Brad Buckner, Eugenie Ross-Leming

### Trama
Clark e Lois sono dispiaciuti per non aver ottenuto la risposta da loro sperata dal dottor Klein. Per capire se potranno avere dei figli si rivolgono al padre di lei. Proprio quando le cose sembrano peggiorare un lieto evento rallegra i giovani sposi.